# Eiga.com
Az Eiga.com (映画.com) japán nyelvű, mozifilmekkel foglalkozó weboldal, melyet a Kakaku.com üzemeltet. A weblapot 1998 augusztusában alapította Komai Naofumi és Takahasi Naoki.

## Története
1998 augusztusában Komai Naofumi (駒井尚文) és Takahasi Naoki (高橋直樹) megalapítja Eiga.com mozifilmekkel foglalkozó weboldalt. 2004 júliusában elkezdenek tartalomszolgáltatást biztosítani a Yahoo! Japan és a mixi weboldalak számára.
2007. február 20-án a Kakaku.com bejelenti, hogy felvásárolja az Eiga.comot. 2007. április 1-jén 70 százalékos részesedést vásárol a cégből, majd a leányvállalatává alakítja azt. 2008 decemberében, majd 2010 júliusában arculatot vált a weblap. 2014. április 26-án az amyu atsugival közösen megnyitják az amyu atsugi Eiga.com Cinema (アミューあつぎ映画.comシネマ) minimozit.